# Freziera parva
Freziera parva  es una especie de planta con flor en la familia Theaceae. 
Es endémica de Brasil y de Perú. 

## Fuente
- World Conservation Monitoring Centre 1998.  Freziera parva.   2006 IUCN Lista Roja de Especies Amenazadas; bajado 21 de agosto de 2007